# Ocean Institute

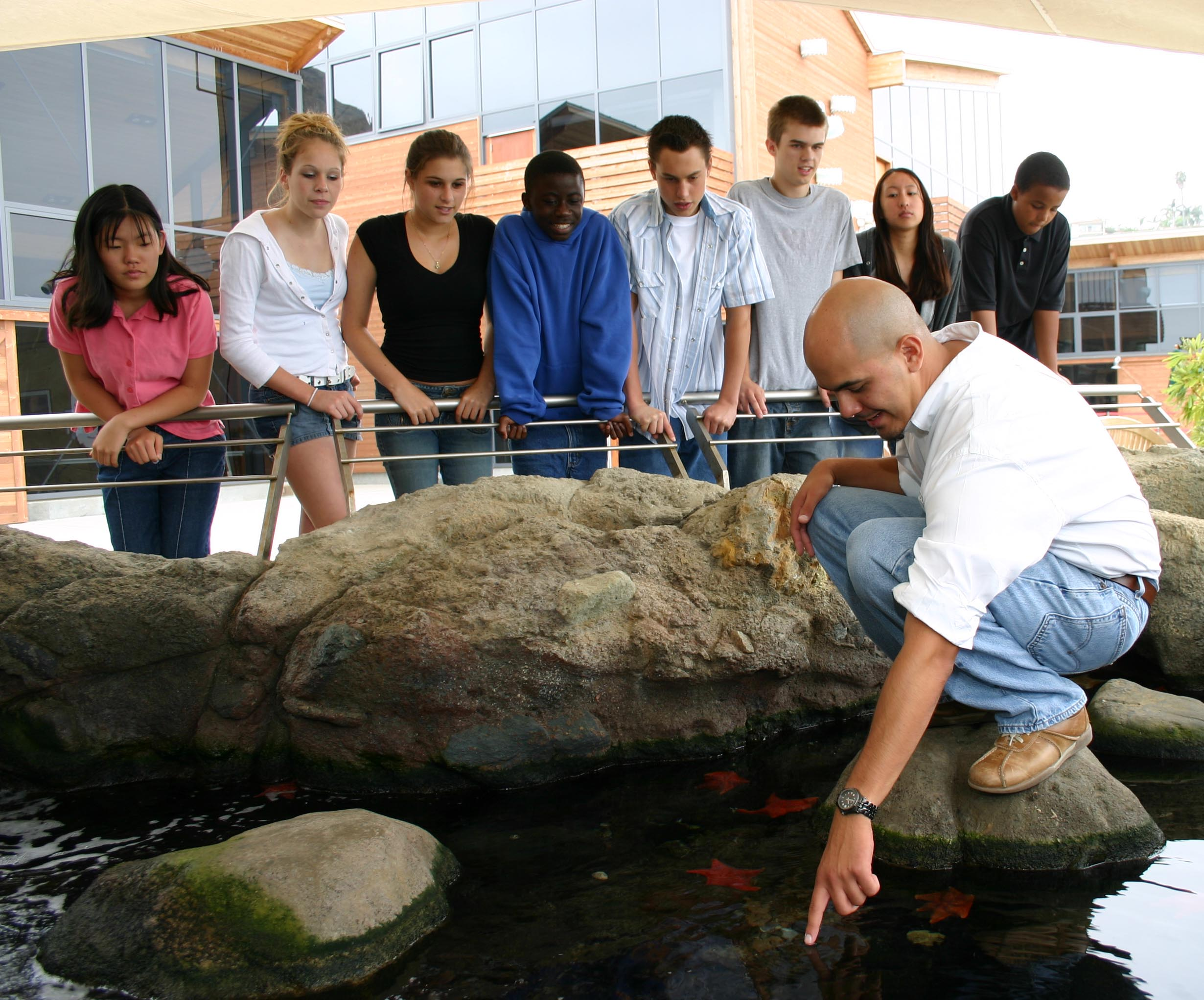
LOcean Institute accueille 100 000 étudiants chaque année pour apprendre la biologie marine.

L'Ocean Institute est une organisation éducative localisée à Dana Point (Californie) aux États-Unis. Fondée sous le nom de Marine Institute en 1977, elle offre des programmes d'études sur les sciences océaniques et maritimes. Plus de 100 000 étudiants et 8 000 professeurs d'Orange County et des comtés aux alentours participent annuellement à un programme d'immersion organisé par l'institut.
L'institut est généralement ouvert au public durant 10h du matin et 15h ; les visiteurs peuvent y apercevoir les animaux marins et les thèmes océaniques organisés.